# Capparis pranensis
Capparis pranensis är en kaprisväxtart som först beskrevs av Jean Baptiste Louis Pierre och François Gagnepain, och fick sitt nu gällande namn av M. Jacobs. Capparis pranensis ingår i släktet Capparis och familjen kaprisväxter. Inga underarter finns listade i Catalogue of Life.